# Strigamia bidens
Strigamia bidens är en mångfotingart som beskrevs av Charles Thorold Wood 1862. Strigamia bidens ingår i släktet Strigamia och familjen spoljordkrypare. Inga underarter finns listade i Catalogue of Life.